# Concepción Airport
Concepción Airport är en flygplats i Bolivia.   Den ligger i departementet Santa Cruz, i den centrala delen av landet, 500 km nordost om huvudstaden Sucre. Concepción Airport ligger 497 meter över havet.
Terrängen runt Concepción Airport är platt. Runt Concepción Airport är det mycket glesbefolkat, med 2 invånare per kvadratkilometer.. Närmaste större samhälle är Concepción, 0,92 km norr om Concepción Airport.
I omgivningarna runt Concepción Airport växer huvudsakligen savannskog.